# SaskTel
Saskatchewan Telecommunications (SaskTel) ist ein kanadisches Telekommunikationsunternehmen und Dienstleister mit Firmensitz in Regina. Das staatliche Telekommunikationsunternehmen operiert unter dem Authority of the Saskatchewan Telecommunications Act. Es ist das letzte staatliche Telekommunikationsunternehmen in Kanada.
Das Unternehmen versorgt 13 Städte, darunter 535 kleinere Gemeinden sowie ca. 49.000 Farmen. Das Unternehmen zählt 425.000 Geschäfts und Privatkunden, für diese 5000 Mitarbeiter zuständig sind. SaskTel untersteht der Saskatchewan Telecommunications Holding Corporation, die die 1,2 Milliarden $ teuren Vermögenswerte des Unternehmens verwaltet.
Während SaskTel für den Kernbereich der Telekommunikation zuständig ist, verfügt das Unternehmen über mehrere kleinere Geschäftsbereiche, die für folgende Dienstleistungen zuständig sind:
- SecurTek vertreibt fernüberwachte Sicherheitssysteme für Privat und Geschäftsbereiche an.
- SaskTel International vertreibt Netzwerksysteme, Netzwerkmanagement, sowie weitere interaktive Dienstleistungen in andere Länder.
- Hospitality Network Canada Inc. (HNCI) stellt Kommunikationsmittel für den medizinischen Bereich bereit, wie u. a. Hospital Patient TV und Telefondienste.
- Direct West veröffentlicht Printmedien und Onlineverzeichnisse sowie Web Hosting und Website Design Service.

## Meilensteine des Unternehmens
- 1984 SaskTel nimmt das weltweit längste kommerziell genutzte fibre optic system, mit 3.268 Kilometer Länge, in Betrieb[1].
- 1988 wurde das erste fibre/coaxial hybrid Netzwerk mit Video-on-Demand entwickelt[2].
- 2002 wurde das erste kommerziell genutzte Internet-Protocol-(IP-)Video für DSL entwickelt[3].
- 2006 war SaskTel das erste nordamerikanische Unternehmen, das HDTV-Fernsehsender über IPTV angeboten hat[4].
- 2009: SaskTel begann mit der Entwicklung und Bau des 172 Millionen teuren Universal Mobile Telecommunications System (UMTS) / High Speed Packet Access (HSPA+), mit dem SaskTel das 3G+-Netzwerk betreiben kann, mit dem 98 % der Provinzbevölkerung abgedeckt werden können.
- 2010: SaskTel nahm das neue HSPA+-Netzwerk in Betrieb. Als Erstes wurden größere Städte und Gemeinden mit dem neuen High-Speed-Zugang abgedeckt. Bis Ende 2011 sollen alle Städte und Kommunen an das Netzwerk angeschlossen sein.[5]
- 2011: SaskTel begann mit der Modernisierung seines Glasfasernetzes. Durch die Investition werden Internetgeschwindigkeiten von 200 Mbps möglich sein sowie das Senden von Multiplex-MAX-HD-Streams.